# Jean-Théophile Leclerc
Pour les articles homonymes, voir Leclerc.
Jean Théophile Victoire Leclerc (souvent appelé Théophile Leclerc d'Oze), né le 22 décembre 1771 à Lézigneux (Loire) et mort en 1820, est une personnalité de la Révolution française. Ses idées avec Jacques Roux inspirent le babouvisme, préfigurant le communisme.

## Biographie
Il est le dernier des cinq enfants de Grégoire Leclerc, ingénieur des Ponts et Chaussées, et Antoinette La Boulaye. En 1789, son père l'inscrit sur les registres de la garde nationale de Clermont-Ferrand, où il habite. En mars 1790, il embarque à Bordeaux comme agent d'un marchand à destination de la Martinique, où vivent ses deux frères. L'île est alors en pleine effervescence, et il se joint aux patriotes contre le gouverneur.
Son engagement aux côtés des révolutionnaires martiniquais lui vaut d'être emprisonné sur un bateau en rade de Fort-de-France en mars 1791. En juillet 1791, il est expulsé vers la France. Quand il débarque à Lorient, il est sans ressources ni amis et bénéficie de l'aide de la Société populaire du Morbihan. Il s'engage alors dans le 1er bataillon du Morbihan, où il sert jusqu'en février 1792. Quand 17 grenadiers du régiment servant en Martinique sont chassés pour s'être eux aussi mêlés à l'agitation révolutionnaire, il se porte volontaire pour les conduire jusqu'à la capitale et les défendre. Avec l'argent réuni par la Société pour l'aider, il se rend à Paris en mars 1792 pour plaider leur cause auprès du club des Jacobins et de l'Assemblée, qui finit par les exonérer. Le 23 mars, il intervient aux Jacobins, où on le couvre d'éloges. Puis, le 1er avril, il dénonce le couple royal, pour lequel il demande le châtiment suprême,.
Peu après, il rejoint l'armée du Rhin, pour une mission d'espionnage de trois semaines dans le Brisgau. Il prétend avoir été trahi par Dietrich, le maire de Strasbourg. Il est ensuite affecté dans les hôpitaux ambulants et participe à la bataille de Jemmapes,.
En février 1793, il est transféré à l'état-major de l'armée des Alpes, à Lyon. Dans cette ville, il adhère au Club central et se lie avec Marie Joseph Chalier, qu'il avait rencontré à Paris. Envoyé à Paris comme député extraordinaire auprès des Jacobins parisiens le 4 mai, dans l'espoir d'accélérer la formation de l'armée révolutionnaire, il arrive dans la capitale le 9 mai et se rend aussitôt à la Commune, où il présente ses craintes à l'égard de la situation lyonnaise. Agressé trois jours plus tard sur le Pont-Neuf, il est nommé, le soir du 29 mai, membre du Comité révolutionnaire formé au Comité central puis, le 31 mai, membre de la Commission des Postes. Lié au club des Cordeliers et à la Société des républicaines révolutionnaires, il s'associe aux Enragés, incarnés par Jacques Roux et Jean-François Varlet. Membre du comité insurrectionnel, qui organise la chute des Girondins lors de la journée du 2 juin 1793, il intervient à la Convention nationale le 4 juin pour demander une répression plus sévère.
Le 30 juin, il prend la défense de Jacques Roux et de l'adresse qu'il a présenté à la Convention le 25, ce qui lui vaut d'être chassé du club des Cordeliers avec lui. Avec Jacques Roux, il se place comme le successeur de Jean-Paul Marat, assassiné le 13 juillet 1793, et publie une feuille qu'il nomme L'Ami du peuple par Leclerc, dans laquelle il conseille le maximum des prix, une purge radicale de l'armée, la création d'une armée révolutionnaire composée seulement des partisans de la Terreur, l'exécution de tous les suspects. Ses idées, avec Jacques Roux, inspireront notamment la doctrine babouviste, préfigurant le communisme. 24 numéros paraissent entre le 20 juillet et le 15 septembre 1793.
Le gouvernement s'en débarrasse en le mobilisant. Enrôlé dans le bataillon de la réquisition de la section de Marat, il est incorporé dans la 17e division, cantonnée à La Fère (Aisne), où il continue la parution de sa feuille ; il y attaque de plus en plus durement la Convention.
Fatigués par ses attaques incessantes, les Jacobins demandent son arrestation. Pris de peur, Leclerc cesse la publication de son journal le 15 septembre. Le 18 novembre 1793, il épouse à Paris Pauline Léon. Le couple aura un fils, Pierre Leclerc, né le 27 fructidor an III (13 septembre 1795). Sa déclaration de naissance est faite le 29 fructidor, rue du fossé - Montmartre, passage des vignes n° 74. Son destin n'est pas connu, il n'apparaît pas dans l'acte de décès de sa mère.
Il est arrêté le 3 avril 1794, sur ordre du Comité de sûreté générale, avec son épouse Pauline Léon et son ancienne compagne Claire Lacombe, les deux fondatrices de la Société des républicaines révolutionnaires et interné à la prison du Luxembourg le 6 avril.
Libérés le 22 août, Théophile Leclerc et Pauline Léon-Leclerc ne feront plus parler d'eux. Théophile Leclerc devient fonctionnaire pendant le Directoire. On perd leur trace à cette époque, et ce jusqu'en 1804, date d'une lettre de Pauline Léon qui nous apprend qu'elle est institutrice à Paris et que son époux est toujours en vie. On a également retrouvé l'acte de décès de Pauline Léon à La Roche-sur-Yon, le 4 octobre 1838. La trace de Leclerc est retrouvée outre-Atlantique où il devient éditeur et imprimeur du journal de La Nouvelle-Orléans "L'Ami des lois", sous le nom de Jean Leclerc. Il soutient les mouvements indépendantistes mexicains et sud-américains et est très impliqué dans la vie politique louisianaise.
Il vend son journal en février 1819 et décède en 1820.